# Железничка станица Пожаревац
Железничка станица Пожаревац је последња станица на прузи Београд—Пожаревац и прва на релацији Пожаревац—Зајечар. Налази се насељу Пожаревац у граду Пожаревцу. Пруга се наставља у једном смеру ка Стигу и другом према Малој Крсни. Железничка станица Пожаревац се састоји из 7 колосека. 

## Историја
Прва пруга у Пожаревцу саграђена је 1910. године, од вароши до пристаништа на Дунаву у Дубравици. Шина ове пруге је била свега 76 центиметара па је као таква окарактерисана као ускотрачна. У то време у Србији су капиталом Округа грађене ускотрачне пруге. Са првом пругом у Пожаревцу саграђена је и прва железничка станица. Била је идентична садашњој, и по изгледу и по локализацији, само без спрата који је накнадно надограђен. Приликом пуштања пруге Пожаревац—Дубравица, државна комисија је забележила примедбу како је станична зграда исувише ниска. Њоме су у пристаниште вожене житарице и производи млинске индустрије. У супротном смеру довожен је шљунак који се вадио код села Брежана, а који је општини био неопходан за градњу путева. За превоз путника постојали су различити рангови возова, као и класе, а воз је на пристаништу имао везу са паробродом за наставак путовања. Тада се до Београда, укупно са чекањем у пристаништу и вожњом Дунавом, путовало скоро четири сата.
Године 1912. Железничка станица Пожаревац добија већи значај продужетком пруге до Петровца. На улазу у парк Чачалица може се приметити заборављени колосек пруге малог воза кога је вукла парна локомотива, са којим се тркао први српски атлетичар, олимпијац Драгутин Томашевић.
Више пута одлагана због рата, 1920. године је коначно отворена пруга Мала Kрсна—Пожаревац са друмско-железничким мостом на Морави код Љубичева. Са успостављањем пруге између Мале Крсне и Топчидера 1923. године, добијена је директна веза за Београд. Постепено се повећавао рад пожаревачке станице прво изградњом пруге према Мајданпеку 1938, Kучеву 1939 и Kостолцу 1945. године.
Године 1972. потпуно је завршена „источна пруга” Београд—Пожаревац—Бор—Зајечар.
„Инфраструктура железнице Србије” је 2018. године одрадила реконструкцију пруге Пожаревац–Мајданпек дуге деведесет километара. Пруга је тиме оспособљена за брзину од 80 километара на сат у путничком, односно 60 километара на сат у теретном железничком саобраћају, као и за осовинско оптерећење од 22 и по тона по осовини.